# Swahili (folk)
 For alternative betydninger, se Swahili. (Se også artikler, som begynder med Swahili)
Swahili er et folk og en kultur på kysten af Østafrika, hovedsagelig i kystregionerne og på øerne tilhørende Kenya og Tanzania og i nord Mocambique. Der er mellem 200.000 og 400.000 swahiliere. Navnet swahili stammer fra det arabiske ord sawahil, som betyder "kystbeboere", og de taler swahilisproget. De har også officielle sprog i deres respektive lande, engelsk i Tanzania og Kenya og portugisisk i Mocambique. Kun en lille del af de, som bruger swahili, bruger det som modersmål, og endnu færre er etniske swahiliere.